# فهرست بلندترین ساختمان‌ها در کیش

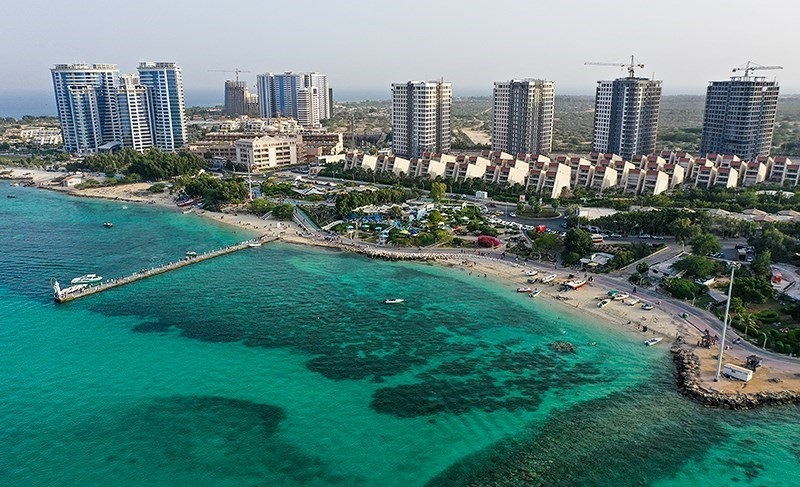
نمایی از کیش

فهرست ساختمان‌های بلند کیش به ترتیب ارتفاع. بلندترین ساختمان کیش برج روما با ارتفاع ۹۵ متر است.

## فهرست
| رتبه | نام سازه            | ارتفاع (متر) | تعداد طبقات | تصویر |
| ---- | ------------------- | ------------ | ----------- | ----- |
| ۱    | برج روما            | ۹۵           | ۲۸          |       |
| ۱    | برج شاراکس          | ۹۵           | ۲۵          |       |
| ۳    | برج‌های دوقلو        | ۹۱           | ۲۲          |       |
| ۴    | برج‌های پرشین        | ۸۴           | ۲۲          |       |
| ۴    | هتل آریا باستان     | ۸۴           | ۲۲          |       |
| ۶    | برج دامون کیش ایر   | ۸۰           | ۲۱          |       |
| ۷    | برج‌های کرانه        | ۷۲           | ۱۹          |       |
| ۸    | برج‌های دانا         | ۶۰           | ۱۸          |       |
| ۸    | برج شهر آفتاب       | ۶۰           | ۱۷          |       |
| ۱۰   | برج صدف             | ۵۷           | ۱۵          |       |
| ۱۱   | برج‌های پرشین مارینا | ۵۰           | ۱۶          |       |
| ۱۲   | برج اطلس            | ۴۵           | ۱۴          |       |
| ۱۳   | برج میکا            | ۳۵           | ۱۵          |       |

### سایر ساختمان‌ها
| رتبه | نام سازه        | ارتفاع (متر) | تعداد طبقات | تصویر |
| ---- | --------------- | ------------ | ----------- | ----- |
| ۱    | برج بهکیش       |              | ۱۹          |       |
| ۲    | برج‌های رویا     |              | ۱۸          |       |
| ۳    | برج سایه        |              | ۱۷          |       |
| ۳    | برج طلایی       |              | ۱۷          |       |
| ۳    | برج دیپلمات     |              | ۱۷          |       |
| ۶    | برج دنا         |              | ۱۶          |       |
| ۶    | هتل کوروش       |              | ۱۶          |       |
| ۸    | برج مینا رزیدنس |              | ۱۵          |       |
| ۸    | برج پارسیس      |              | ۱۵          |       |
| ۱۰   | برج‌های آینده‌ساز |              | ۱۴          |       |
| ۱۱   | برج طلوع        |              | ۱۳          |       |
| ۱۱   | برج هیراک       |              | ۱۳          |       |